# Alberto Natusch Busch
Alberto Natusch Busch (Riberalta, 23 de mayo de 1933-Santa Cruz de la Sierra, Bolivia; 23 de noviembre de 1994) fue un militar boliviano, presidente de facto en 1979.

## Biografía
Alberto Natusch Busch nació en Riberalta, Bolivia, el 23 de mayo de 1933. Se graduó como oficial en el colegio militar de Ejército en diciembre de 1951. Entre 1963 y 1964 estudió en la Escuela de Armas y de Infantería de Montaña (en Alemania Federal).
Fue profesor del Colegio Militar y de las escuelas de ingeniería, armas y comando y estado mayor.
En 1966 fue comandante del Regimiento Andino Murillo de Infantería de Montaña.
Entre 1968 y 1969 estudió en la Escuela Superior de Guerra (en Buenos Aires).
En 1972 fue subjefe del Departamento de Operaciones del Estado Mayor del Ejército. En 1978 fue comandante del Colegio Militar de Ejército.
Entre febrero de 1974 y julio de 1978 fue ministro de Agricultura y Ganadería y de Asuntos Campesinos y Agropecuarios en el Gobierno del general Hugo Banzer Suárez, y presidente del Banco Agrícola. Ocupó esos cargos durante cuatro años y cinco meses (es uno de los ministros de Estado de gestión más larga en la historia de Bolivia).
El 1 de noviembre de 1979 ―con 46 años y el rango de coronel―, ejecutó un cruento golpe de Estado contra el presidente civil Wálter Guevara Arze ―que había asumido interinamente la presidencia tres meses antes, el 8 de agosto de 1979―, y asumió la presidencia. Ordenó la utilización de armamento militar ―incluidos carros de asalto y otros armamentos pesados― contra civiles, lo que provocó la muerte de un centenar de personas y medio millar de heridos. Considerando el poco tiempo en el que estuvo vigente (16 días), el de Natusch Busch fue el régimen más cruento de la Historia de Bolivia. A pesar del terror que instaló Natusch Busch en las calles, hubo masivas protestas del pueblo en toda Bolivia. Alberto Natusch afirmó que «había sido engañado por políticos sin escrúpulos», quienes le habían garantizado que si derrocaba a Wálter Guevara Arze tendría el respaldo de partidos políticos, cosa que no ocurrió.
Finalmente, huérfano de apoyo, renunció el 15 de noviembre de 1979 ante el Alto Militar, huyendo del Palacio de Gobierno el 16 de noviembre de 1979, tras solo 16 días. En una negociación con el Congreso lo único que logró fue que este no reeligiera como presidente a Wálter Guevara Arze, a quien Natusch Busch acusaba de desear entronizarse en el poder (ya que había estado 85 días en la presidencia). El Parlamento eligió entonces como su sucesora a Lidia Guéiler, que sería derrocada el 17 de julio de 1980 por otro golpe militar, esta vez encabezado por el general Luis García Meza (n. 1929), quien convertiría a Bolivia en un paraíso del narcotráfico.
El 4 de agosto de 1981, Natusch Busch protagonizó junto con otros militares un golpe de Estado contra Luis García Meza, quien estaba totalmente desacreditado por la sangrienta represión militar que había desatado y la corrupción ligada al narcotráfico. Esa acción obligó a García Meza a renunciar a la presidencia, lo que abrió el camino, un año después, a la recuperación de la democracia.
En 1982, Alberto Natusch Busch tuvo que retirarse de la vida pública debido al recuerdo de su pésimo Gobierno.
Estuvo casado con Elba Rubí.
El 23 de noviembre de 1994 murió en Santa Cruz de la Sierra, a los 61 años, tras sufrir una enfermedad.